# Alexander Zorniger
Alexander Zorniger (Mutlangen, Alemania, 8 de octubre de 1967) es un exfutbolista y entrenador alemán. Actualmente dirige al Greuther Fürth.

## Trayectoria como entrenador
Inicios
Zorniger comenzó su carrera como entrenador en 2004, dirigiendo al 1. FC Normannia Gmünd, club en el cual trabajaría durante 5 años. Posteriormente, en 2009, fue asistente de Markus Babbel en el VfB Stuttgart, hasta que fueron despedidos en diciembre de 2009. Entre 2010 y 2012, ocupó el banquillo del SG Sonnenhof Großaspach.
RB Leipzig
El 3 de julio de 2012, firmó como nuevo técnico del RB Leipzig. Durante su primera temporada, logró el ascenso de categoría, terminando la temporada invicto. En 2014, el equipo se proclamó campeón de la Regionalliga Nord y ascendió a la 2. Bundesliga. Zorniger fue despedido el 11 de febrero de 2015.
VfB Stuttgart
El 25 de mayo de 2015, se hizo oficial su llegada al VfB Stuttgart. Su debut al frente del equipo fue muy negativo, pues perdió los 5 primeros partidos de la Bundesliga. Aunque pareció remontar el vuelo al lograr 2 victorias en los 4 siguientes partidos, terminó siendo cesado el 24 de noviembre de 2015, después de una contundente derrota contra un rival directo como el Augsburgo que dejaba al Stuttgart 16º con 10 puntos.
Brøndby IF
El 17 de mayo de 2016, fue anunciado como nuevo entrenador del Brøndby IF para las dos próximas temporadas.

## Clubes

### Como jugador
| Club         | País     | Año       | Partidos | Goles |
| ------------ | -------- | --------- | -------- | ----- |
| SV Bonlanden | Alemania | 1996-2002 | 0        | 0     |

### Como entrenador
| Club                      | País      | Año           | P   | PG | PE | PP | % v.  |
| ------------------------- | --------- | ------------- | --- | -- | -- | -- | ----- |
| 1. FC Normannia Gmünd     | Alemania  | 2004-2009     |     |    |    |    |       |
| VfB Stuttgart (asistente) | Alemania  | 2009          | 15  | 2  | 6  | 7  | 13.33 |
| SG Sonnenhof Großaspach   | Alemania  | 2010-2012     | 64  | 29 | 15 | 20 | 45.31 |
| RB Leipzig                | Alemania  | 2012-2015     | 96  | 58 | 25 | 13 | 60.42 |
| VfB Stuttgart             | Alemania  | 2015          | 15  | 5  | 1  | 9  | 33.33 |
| Brøndby IF                | Dinamarca | 2016-2019     | 122 | 70 | 23 | 29 | 57.38 |
| Apollon Limassol          | Chipre    | 2021-2022     | 39  | 19 | 11 | 9  | 48.72 |
| Greuther Fürth            | Alemania  | 2022-presente |     |    |    |    |       |